# (300198) 2006 WH100
(300198) 2006 WH100 es un asteroide perteneciente al cinturón de asteroides descubierto el 19 de noviembre de 2006 por el equipo del Catalina Sky Survey desde el Catalina Sky Survey, Arizona, Estados Unidos.

## Designación y nombre
Designado provisionalmente como 2006 WH100.

## Características orbitales
2006 WH100 está situado a una distancia media del Sol de 3,037 ua, pudiendo alejarse hasta 3,605 ua y acercarse hasta 2,468 ua. Su excentricidad es 0,187 y la inclinación orbital 6,015 grados. Emplea 1933,23 días en completar una órbita alrededor del Sol.

## Características físicas
La magnitud absoluta de 2006 WH100 es 16,3. 